# Bhagat Beni
Pour les articles homonymes, voir Beni.

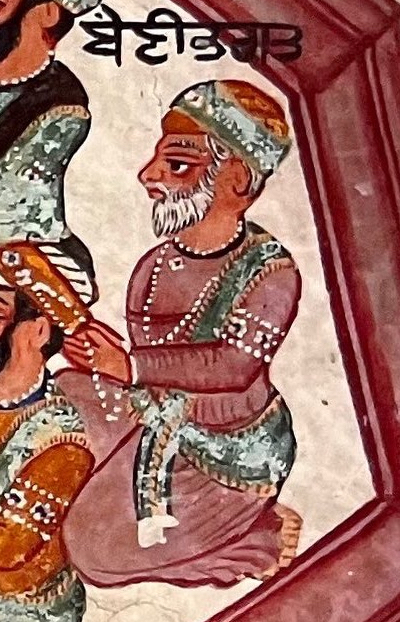
Détail de Bhagat Beni d'une fresque représentant Guru Arjan rencontrant les Bhagats et composant l'Adi Granth (première version du Guru Granth Sahib) avec l'aide de Bhai Gurdas, vers le milieu du 19e siècle.

Bhagat Beni est originaire du Penjab, cependant sa vie de saint et de soufi est très mal connue. L'histoire a retenu son nom pour ses trois compositions dans le livre saint des sikhs, le Guru Granth Sahib, d'où son qualificatif de bhagat . Guru Nanak, lorsqu'il a compilé ces écritures sacrées, a noté sur ce mystique : « un maître en yoga et en méditation, et en la sagesse divine. Il ne connaît rien d'autre que Dieu » (page 1390 du Guru Granth Sahib). Dans ses écrits, il a utilisé les expressions des yogis. Il était très absorbé dans la contemplation et la prière. Une anecdote raconte qu'un jour il était tellement plongé dans la méditation qu'une déité lui est personnellement apparue pour le rappeler à ses devoirs d'homme au foyer.